# San, Burkina Faso
San är en ort i Burkina Faso.   Den ligger i regionen Boucle du Mouhoun, i den västra delen av landet, 200 km väster om huvudstaden Ouagadougou. San ligger 336 meter över havet och antalet invånare är 1 320.
Terrängen runt San är platt. Närmaste större samhälle är Bana, 14,7 km nordväst om San.
Omgivningarna runt San är en mosaik av jordbruksmark och naturlig växtlighet. Runt San är det ganska tätbefolkat, med 52 invånare per kvadratkilometer.